# Libertad por un beso
Libertad por un beso es una leyenda hidrocálida sobre la separación de Aguascalientes de Zacatecas. También es conocida como "la Leyenda del Beso", aunque este nombre puede prestarse a confusión con la leyenda de Bécquer o con la zarzuela homónima. 
Libertad por un beso narra cómo Antonio López de Santa Anna, presidente de México, otorga la independencia a Aguascalientes gracias a la intervención de doña María Luisa Fernández Villa, esposa de Pedro García Rojas. La leyenda fue escrita por el ingeniero Elías L. Torres con el objetivo de participar en los Juegos Florales de 1927. Sin embargo, éstos no se llevaron a cabo durante ese año. Sin importarle el imprevisto, el ingeniero resolvió publicarla en la revista Sucesos. Más tarde, en el marco del centésimo aniversario del hecho, la leyenda volvió a ser publicada, en esta ocasión en un número especial del Boletín de la Sociedad de Geografía e Historia de Aguascalientes.

## La leyenda

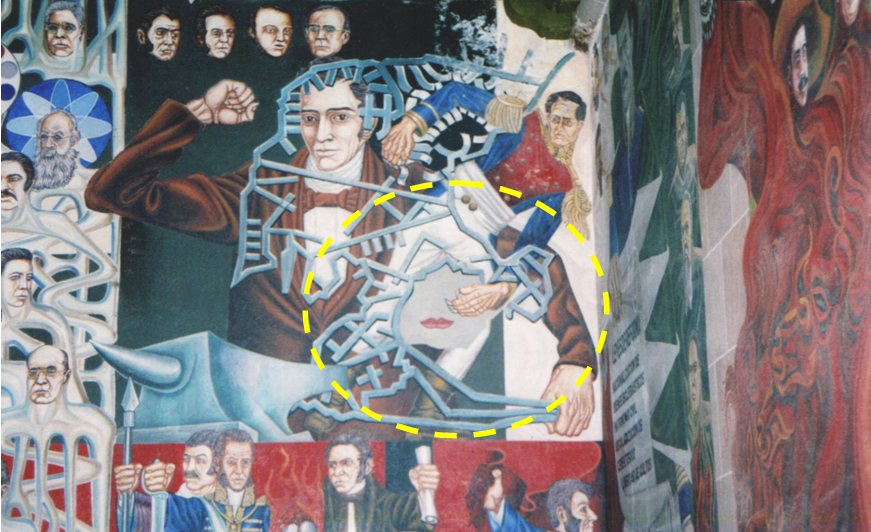
Mural del Palacio de Gobierno del Estado de Zacatecas. Santa Anna es el militar rodeado por la geografía de Zacatecas hecha de metal. Con su mano izquierda, representada en la forma de una garra, detiene al Estado de Aguascalientes (en color gris); al centro se observan unos labios femeninos que simbolizan el beso de la leyenda.

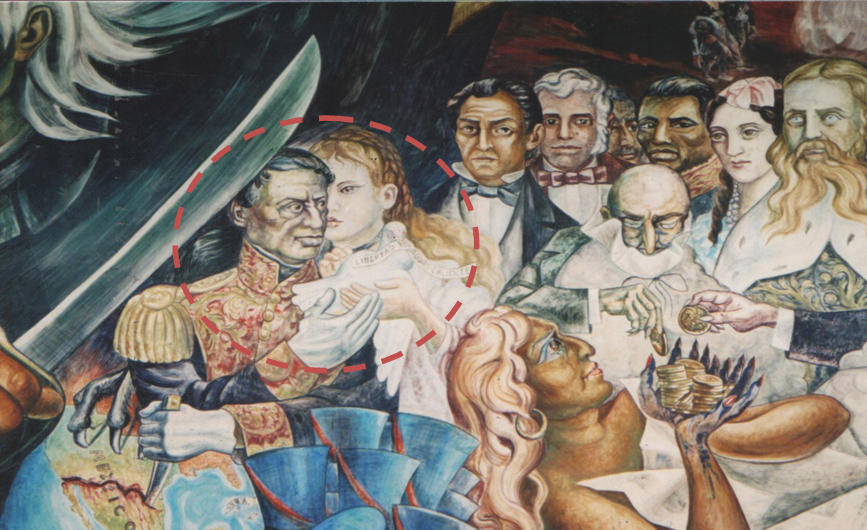
Mural del Palacio de Gobierno del Estado de Aguascalientes. La cabellera cana y la espada corresponden a Miguel Hidalgo. A la derecha se puede apreciar a Santa Anna entregándole la paloma con el mensaje "Libertad para Aguascalientes" a María Luisa Fernández Villa, al tiempo que con un puñal traza en sangre la nueva frontera de México después de la guerra contra Estados Unidos.

El 1 de mayo de 1835, Santa Anna llegó a la ciudad de Aguascalientes y, junto con él, 3,000 hombres para combatir al Estado de Zacatecas, que se había sublevado. "La llegada del general Santa Anna a Aguascalientes, fue un gran alboroto. El pueblo se puso en movimiento, se adornó la villa y con gran júbilo fue recibido el presidente. Pernoctaría una ocasión y las principales familias del lugar se disputaban el honor de recibir en su casa al invencible guerrero. La residencia de Don Pedro García Rojas y su esposa Doña María Luisa fue la elegida." Esta estaba "ubicada en la esquina de las calles de Obrador (hoy José María Chávez) y Nieto."
Después de un ajetreado día, llegó la hora de la cena. "El invitado ocupaba la cabecera de la mesa. Mientras saboreaba un delicioso chocolate y los famosos "ladrillos", refería los incidentes de sus gloriosas campañas." García Rojas, sentado a su izquierda, escuchaba atento. Su esposa, a su diestra, "clavaba sobre él sus ojos de obsidiana y comentaba las hazañas que este refería, con frases de elogio oportuno; o desgranaba, dulcemente su sonrisa divina que era un invencible hechizo".
La dama fue llevando sabiamente la conversación hasta lograr exponer la dolorosa situación de Aguascalientes. No había más que una escuela en la ciudad. Esta se encontraba en una situación deplorable, incluso los alumnos debían sentarse en el suelo. La fábrica de tabaco, de la cual dependían muchos obreros, había sido trasladada a Zacatecas. Las quejas señalaban un olvido por parte de Zacatecas; a excepción, claramente, de cuando se trataba de cobrar los impuestos. Por ejemplo, en medio de las fiestas sanmarqueñas, el gobierno había decidido retirar las tropas de la ciudad, dejándola expuesta a los ataques de bandidos. 
"Cuando la señora Villa de García Rojas, llegaba a esta parte de la conversación, se anunció que don Pedro José López de Nava buscaba a don Pedro. El aludido pidió permiso para ir a la sala, cerró tras de sí la puerta y el ruido de sus pasos se fue perdiendo por el rojo enladrillado del corredor. 
"Aguascalientes puede ser independiente", continuaba doña Luisa, reanudando su plática. "Basta que usted lo quiera, mi general; que en este pueblo todos lo anhelamos y llegaríamos hasta el sacrificio por obtenerlo…", y dejó caer estas últimas palabras, con una ternura tan intensa, que el árbitro de la República, conmovido, deslizó su mano sobre el bordado mantel y oprimiendo la fina siniestra de doña Luisa, le dijo, emocionado: 
-¿De veras hasta el sacrificio?"
En ese momento, "la señora de Rojas se puso de pie violentamente, cerró un poco el entrecejo, como desaprobando el atrevimiento del caudillo. Este se paró, sin soltarle la mano, mirándola suplicante. Volvieron a brillar con la luz de su belleza los ojos de la dama, se dibujó en sus labios una sonrisa y sentándose de nuevo, contestó con lentitud, temblorosa, emocionada: 
-Hasta el sacrificio, general. 
Santa Anna acercó sus labios sensuales sobre los divinamente bellos de la hermosa tapatía y le dio un beso prolongado y ardiente, que vino a interrumpir el ruido de los pasos, en el rojo enladrillado del corredor, de don Pedro, que regresaba. La dama salió al encuentro de su esposo, radiante de alegría y colgándosele del cuello, zalamera y coqueta, le dijo: 
"Perico, por fin Aguascalientes es independiente, ¿verdad, mi general?" 
"Verdad es", asintió Santa Anna, inclinando la cabeza y sonriendo también."
El dictador cumplió su palabra. Al día siguiente, 2 de mayo de 1835, "fue depuesto el jefe político zacatecano, José Maria Sandoval, y nombrado por el cabildo para sustituirlo Don Pedro García Rojas. Días después, triunfante, pues había derrotado en Guadalupe, Zacatecas a las fuerzas de Don Francisco García, que eran las de aquel Estado, expidió un decreto fechado en México el 23 de mayo de 1835, confirmando la independencia de Aguascalientes, haciéndolo territorio el 30 de noviembre de 1836. Fue declarado Departamento con la dimensión que ahora tiene el estado, nombrándose como era natural, primer gobernador a Don Pedro García Rojas."

### Escudo de Aguascalientes

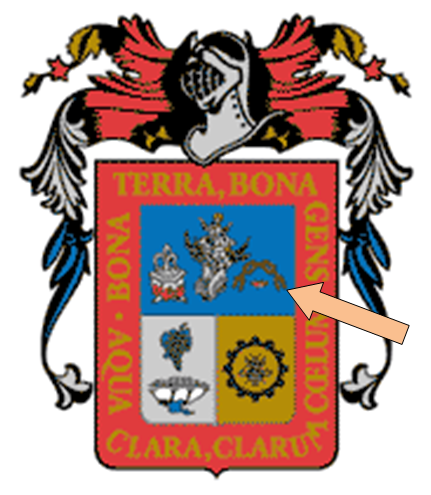
Escudo del Estado de Aguascalientes. Obsérvense la cadena y los labios.